# Jane Arden
Jane Arden (29 de octubre de 1927-20 de diciembre de 1982) fue una directora de cine, actriz, guionista, dramaturga, compositora y poeta nacida en Gales.

## Biografía

### Inicios
Jane Arden (de soltera Norah Patricia Morris) nació en la 47 Twmpath Road, Pontypool, Gales.

### El feminismo, el cine y el teatro radical
El trabajo de Arden se convirtió cada vez más en radical a raíz de su mayor interés y participación en el feminismo y el movimiento anti-psiquiatría de la década de 1960. Esto es particularmente evidente a partir de 1965, comenzando con la serie de televisión The Logic Game, que ella escribió y protagonizó. The Logic Game, la cual fue dirigida por Saville, también la protagonizó el actor británico David de Keyser, quien trabajó junto a Arden de nuevo en la película Separation (1967). Arden, una vez más, escribió el guion y la película fue dirigida por su socio creativo Jack Bond (nacido en 1937). Separation, que fue fotografiado en la atmósfera en blanco y negro por Aubrey Dewar, también contó con la música de las listas de éxitos del grupo británico Procol Harum.
Arden y Bond habían trabajado previamente en un documental Dalí de 1966 en Nueva York, que consistió principalmente en el famoso artista surrealista Salvador Dalí y Arden caminando por las calles de Nueva York en discusiones sobre la obra de Dalí.
El trabajo de Arden en el teatro experimental a finales de 1960 y 1970 coincidió con su regreso al cine como actriz, guionista y directora (o codirectora). The play Vagina Rex and the Gas Oven (1969), protagonizada por Victor Spinetti, Sheila y Allen, interpretado a sala llena durante seis semanas en el Laboratorio de las Artes de Londres. Fue descrita por Arthur Marwick, en su libro The Sixties como "quizás la producción más importante" en el lugar durante ese período. También por esta época Arden escribió el drama The Illusionist.

## Obras seleccionadas
- 1947 Romeo and Juliet (BBC TV) (actriz)
- 1947 Black Memory (película) (actriz)
- 1948 A Gunman Has Escaped (película) (actriz)
- 1954 Conscience and Desire, and Dear Liz (teatro) (dramaturga)
- 1955 Curtains For Harry (ITV) (coguionista)
- 1958 The Party (teatro) (dramaturga)
- 1959 The Thug (ITV) (guionista)
- 1964 Huis Clos (BBC TV) (actriz)
- 1965 The Logic Game (BBC TV) (guionista, actriz)
- 1965 The Interior Decorator (actriz)
- 1966 Exit 19 (una comentarista)
- 1966 Dalí in New York (BBC TV) (entrevistadora)
- 1968 Separation (film) (guionista, actriz)
- 1968 The Illusionist (guionista)
- 1969 Vagina Rex and the Gas Oven (teatro) (guionista)
- 1971 A New Communion for Freaks, Prophets and Witches (aka Holocausto) (teatro) (dramaturga)
- 1972 The Other Side of the Underneath (1972 película) (guionista, actriz sin acreditar, directora)
- 1974 Vibration (película) (guionista, codirectora)
- 1978 You Don't Know What You Want, Do You? (poetry) (writer)
- 1979 Anti-Clock (película) (guionista, compositora, codirectora)